# Stranići kod Nove Vasi
Stranići kod Nove Vasi (en italien : Stancio) est une localité de Croatie située en Istrie, dans la municipalité de Poreč, dans le comitat d'Istrie. En 2001, la localité comptait 134 habitants.

## Démographie
| 1948 | 1953 | 1961 | 1971 | 1981 | 1991 | 2001 |
| ---- | ---- | ---- | ---- | ---- | ---- | ---- |
| 45   | 50   | 61   | 41   | 46   | 59   | 134  |